# Теа Тринидад
Теа Меган Тринидад (на английски: Thea Megan Trinidad), известна още като Росита, е американска професионална кечистка и зумба инструкторка.

## Биография
Родена е на 27 декември 1990 г. в Куинс, Ню Йорк. На 27 януари 2011 г. подписва договор с TNA. Била е в TNA таг тийм шампионка със Сарита.